# Георги Данчов
Георги Попгеоргиев Данчов – Зографина е български възрожденски художник и революционер. Близък съратник на Васил Левски и автор на считания за най-точен портрет на Апостола. Георги Данчов е баща на Никола и Иван Данчови, съставители на една от първите български енциклопедии и множество речници.

## Биография
Георги Данчов е роден на 27 юли 1846 г. в гр. Чирпан. През 1860 г. започва ученето при Алекси Атанасов, известен зограф от гр. Станимака (дн. Асеновград). Заминава за Цариград и учи литографска техника в ателието на Исарион (1865), усвоява тънкостите и на фотографското изкуство.

### Националреволюционер и общественик
На 24 май 1869 г. Васил Левски пристига в гр. Чирпан и отсяда в неговия дом. Тук основава Чирпанския частен революционен комитет, чийто председател е Георги Данчов. След залавянето на Васил Левски участва в организация за освобождаване на Апостола, която е безуспешна. За тази си дейност Георги Данчов е арестуван и заточен в Диарбекир (1873) с доживотна присъда. Дори и по това време художественият му ентусиазъм не секва и създава литографията „Русалки“. Успява да избяга в Русия през 1876 г.
По време на Руско-турската война (1877 – 1878) взема участие в Българското опълчение. По пресните емоции на Освобождението през 1879 г. създава в Пловдив легендарната си творба, литографията „Свободна България“.
Участва в Съединението на Княжество България и Източна Румелия. На 6 септември 1885 г. е избран за член на Временното правителство. През 1890 – 1893 г. е заместник-кмет на град Пловдив. Участва в организацията на първото земеделско-промишлено изложение в Пловдив (1892). Деец на Народнолибералната партия (стамболовисти). Три пъти е избиран за народен представител.

### Творчество
Георги Данчов рисува икони за църкви в Пловдив, Чирпан, Стара Загора, Казанлък. През 1861 г. заедно с учителя си Алекси Атанасов изографисва олтарната апсида на Араповския манастир „Св. Неделя“ (още наричан Златовръхски манастир) и свода на църквата в манастира „Свети Спас“ край Сопот. Първите му литографски творби са портрета на Мидхат паша и композицията „Райна Княгиня в пещерата“. През 1867 г. по поръчка на Найден Геров създава 19 тематични картини с изображения на български носии и битови сцени, представени на изложба в Московския университет. През същата година изписва и известния си автопортрет, творба, която изненадва със своята професионална изработка и зрялост. Освен портрета на Васил Левски, рисува портрети и на други български революционери и общественици: Христо Ботев, Георги Раковски, Захари Стоянов, Стефан Стамболов. Георги Данчов е един от създателите на българската светска живопис и първите фотографи в България.
На негово име са наименувани улица в София и Пловдив, изложбена зала в Чирпан. Родната му къща е превърната в къща музей „Георги Данчов-Зографина“.

## Памет
На Георги Данчов е наречена улица „Зографина“ в квартал „Триъгълника-Надежда“ в София (Карта).